# 13 Graves
13 Graves es una película de drama de 2006, dirigida por Dominic Sena, escrita por J.H. Wyman, a cargo de la fotografía estuvo James Whitaker y los protagonistas son Rochelle Aytes, Yazmily Beato y Dean Chekvala, entre otros. El filme fue realizado por 20th Century Fox Television y Frequency Films, se estrenó el 18 de noviembre de 2006.

## Sinopsis
Un ex buscador de tesoros tiene que encontrar a su hermano desaparecido, y paralelamente quiere hallar el oro inca sepultado.